# Шепот от отвъдното
„Шепот от отвъдното“ (на английски: Ghost Whisperer) е американски сериал за млада жена, която може да общува с духовете на мъртвите. Докато някои хора отблъскват нея и дарбата ѝ, Мелинда се бори да води възможно най-нормален живот със семейството си. Сериалът е създаден от Джон Грей и в него участва Дженифър Лав Хюит. Дебютира на 23 септември 2005 г. по CBS и CTV. Спрян е на 18 май 2010 г. заради спад в рейтингите.

## Сюжет
Сериалът представя 10 години от живота на главната героиня (1 до 4 сезон са 4 години, 5 години по-късно, 5 сезон е 1 година, общо 10 години) и нейните приключения, включващи необичайни и увлекателни свръхестествени явления, по пътя към пълното щастие.
В първи сезон е представена Мелинда Гордън – на външен вид най-обикновена жена със семейство, живуща в малкото градче Грандвю. Тя има дарбата да говори с душите на мъртвите, които все още не са преминали в Светлината. Тя им помага да довършат своите недовършени дела на Земята, за да преминат в отвъдното. Мелинда е женена за Джим Кланси. Най-добрата ѝ приятелка Андреа, която знае за дарбата ѝ, ѝ помага в антикварния магазин, който Мелинда държи (наречен „Същото, както никога“). По време на сезона се появява Романо (първоначално известен като „Мъжът в черно“) – водач на религиозна група, станал известен в Европа с организирано от него масово самоубийство през 1939 г. Той е точно обратното на Мелинда – събира духове и не им позволява да преминат в Светлината, убеждавайки ги, че там няма нищо добро. В Грандвю се разбива самолет и Мелинда и Романо се борят за душите на над 300 невинни загинали. При катастрофата самолетът пада върху колата на Андреа, която в същия момент е в нея, и така тя загива, без да разбере.
Във втори сезон Андреа е привлечена от Романо, но по-късно преминава в Светлината заедно с част от пътниците на самолета. Мелинда се запознава с Делиа Банкс, сина ѝ Нед и професор Рик Пейн. До края на сезона те всички разбират за дарбата ѝ. В края на сезона Мелинда се запознава с Гейбриъл – той също има дарбата, но я използва за целта на Романо и спира духовете да преминат в Светлината. Той, както и Романо, работи за Сенките. В края на сезона Мелинда разбира, че Гейбриъл крие мащабен план. В четири поредни години са се случвали инциденти на една и съща дата – кораб потъва в Англия, влак дерейлира в Русия, голям мост пада в Италия и самолет катастрофира в Грандвю. От четирите инцидента има само по едно оцеляло дете. Те се събират и Мелинда трябва да ги защити, докато не разбере какво ще се случи на петата година. През сезона тя получава различни знаци, които се опитват да ѝ подскажат за плана, включително надпис на латински върху гърба на Джим, значещ „смърт на любим човек“. Когато кметът на града организира преклонение пред загиналите в самолетната катастрофа преди година, Гейбриъл отвлича оцелелите деца и ги праща на преклонението. Мелинда разбира за това и идва, виждайки как непреминалите духове от катастрофата се вселяват в огромен стълб, около който обикалят децата. Той пада и Мелинда се хвърля пред тях за да ги защити. Духът ѝ става и вижда тялото си, осъзнавайки, че е мъртва. Тя вижда Светлината, а пред нея баща си, който ѝ казва, че има брат – Гейбриъл. Децата успяват да върнат Мелинда обратно.
В трети сезон Мелинда разбира истината за семейството си. Том Гордън не ѝ е баща, а майка ѝ не е раждала друго дете, освен нея. Тя също открива, че точно в нейния антикварен магазин има вход за подземен град. Преди години част от жителите на Грандвю били изгорени и заровени живи, а сегашният град е построен отгоре им. Същевременно Джим и Мелинда вземат решение, че искат свое дете. В края на сезона, докато героите пресичат улица, професор Пейн отбелязва, че те са шестима, но има само пет сенки.
В четвърти сезон се разкрива, че петте сенки са били знак от Наблюдателите за скорошна смърт. Мелинда се запознава с Илай Джеймс, а професор Пейн тръгва на проучване в Хималаите. През това време Джим и Мелинда се опитват да имат свое дете, но Джим бива прострелян по погрешка. В болницата той получава аневризъм и умира. Седмица по-късно при катастрофа на мотор и кола Сам Лукас умира и Джим се вселява в тялото му, но губи паметта си. През сезона Мелинда се опитва да му подскаже за миналия му живот като Джим Кланси. Двамата се влюбват отново. Мелинда разбира, че всеки, който знае, че Сам е Джим, го вижда като Джим. Много препятствия се появяват по време на опитите на Мелинда, но накрая, когато тя бива заклещена и е в опасност, Сам (Джим) се хвърля във водата. Преди да стигне до нея, той за малко не умира и се събужда с думите „Защо ме наричаш Сам, Мел?“, връщайки паметта си. След това те разбират, че Мелинда е била бременна още преди Джим да умре. Същевременно Илай открива Книгата на Промените. Тя е мистериозна книга, която променя съдържанието си, попадайки в ръцете на различни лица. Мелинда и Илай виждат написани имената на Андреа, Джим, Сам и приятелката на Илай, Зоуи с дати до тях. Имената са на хора умрели и върнали се към живота, дори за кратко. Най-отдолу е името на Мелинда, а до нея датата, предназначена за раждането на сина ѝ – 25 септември 2009 година. Същевременно Карл Наблюдателят казва на Мелинда, че синът няма да има нейната дарба, а много повече. Сезонът завършва с повторната сватба на Джим и Мелинда, организирана на мястото, където те за пръв път са се срещнали.
Пети сезон започва на 25 септември 2009 г. с раждането на Ейдън Лукас (Ейдън – името на дядото на Джим, Лукас – фамилията на Сам). Мелинда едва не губи бебето и умира, но Карл Наблюдателят спира времето и ги спасява. Прескачаме 5 години напред и разбираме, че Ейдън вижда Сенките и Блестящите. Сенките, които преди бяха подчинили Гейбриъл и Романо, сега нямат помощ от другите и вместо да спират всеки отделен дух да премине отвъд, те започват да се опитват да завладеят Мелинда и Ейдън. Те също се опитват да им отнемат Книгата на промените, защото тя им помага. Когато връзката между Мелинда, Ейдън, Сенките и Блестящите достига своята кулминация, Сенките обладават Мелинда, а Айдън събира всички Блестящи, които се оказват преминали духове на деца. С помощ от Книгата, която им показва надпис „Тъмнината ще дойде и ще ги погълне, освен ако семейството на Светлината превърне нощта в ден.“, Ейдън и Блестящите унищожават Сенките, заедно с всички врагове на Мелинда. Същата вечер Мелинда и Джим слагат Ейдън да спи като най-нормално семейство. Мелинда му казва, че той е нейният герой, а той ѝ отвръща „Също както ти си, мамо... Всеки ден“. Мелинда поглежда майчински Ейдън, с насълзени очи, докато историята и върви към своя край.

### Бъдещето на сериала
Продуцентите на сериала са били подготвени с история за шести сезон, но спирането на сериала ги оставило само с тази до пети. Следва представяне на неосъществения шести сезон на сериала. Подсказката в предния сезон, когато Ейдън рисува семейна картина, на която има още едно момче до него, Джим и Мелинда, се сбъдва и Мелинда скоро ражда втория си син – Итън. Сенките изненадващо се завръщат с нова сила. Те обладават Нед и той отвлича бебето. При конфронтация на живот и смърт, засягаща живота на бебето и Нед, Джим и Мелинда си връщат сина обратно. Тази случка плаши Делия и тя се принуждава да се премести далеч от Мелинда заедно с Нед. Сенките по-късно правят сделка с Набюдателите да превземат Карл, понеже той вече е нарушил достатъчно правила, помагайки на Мелинда, и да оставят останалите Набюдатели. Това се случва и Карл става част от Сенките. Дарбата става все по-опасна за Мелинда и семейството ѝ и тя, заедно с Джим, решава, че ще спре да вярва в духове и ще убеди и Ейдън в това за доброто на семейството си. Минават няколко години и Джим вижда, че Мелинда все още не е свикнала с факта, че не трябва да помага на духове. Но това вече е накарало Сенките да ги оставят. Но те не знаят, че Ейдън е помагал по малко на духове през цялото време. Блестящите вече се крият, след като няма кой да спира Сенките освен тях, а духовете преминават насила в Светлината, опитвайки се да избегнат Сенките. В края на сезона Сенките превземат Итън (който вече е на около 5 години след скачането във времето) и в последните сцени на сезона Бедфорд се появява, казвайки на Мелинда, че е останала прекалено дълго в света на живите, виждайки и мъртвите.

## Митология
Сериалът има собствена митология, факти и приемания на света, характерни само за него.

### Светлината
Светлината в „Шепот от отвъдното“ представлява Рай. Предполага се, че в нея има само добро и времето минава достатъчно бързо, за да може, когато дух премине, след броени часове да види и близките си при него, въпреки че на Земята са минали години.
Духовете могат да я виждат само когато са готови да преминат в Отвъдното и са довършили делата си. Хората, включително тези, с дарбата на Мелинда, не могат да виждат Светлината. В сериала, тя е показана няколко пъти: 19 епизод от първи сезон – Мелинда е в кома и за малко не умира, виждайки първоначално няколко видения, след това Светлината и баба ѝ пред нея; финалът на първи сезон, когато над 200 духа преминават – тя е видима и за хората, защото прекалено много духове и енергия преминават в нея; финалът на втори сезон, когато Мелинда умира. Том Гордън (небиологичният ѝ баща) се появява пред нея, заявявайки, че е време Мелинда да открие тъмнината в себе си и да разбере кой е брат ѝ (визирайки Гейбриъл, евентуално се разбира, че той няма кръвна връзка с Мелинда). Оцелелите деца от 4-те инцидента по света спасяват Мелинда и тя се връща към живот.
Това, което е зад Светлината никога не е показвано. То е различно за всеки човек. Когато Джим умира, той се озовава на езерото, където са ходели заедно с баща му и брат му. Брат му твърди, че го е чакал часове, въпреки че са минали 4 години откакто той е починал. Джим отказва да дойде с тях и остава на Земята за Мелинда. В същия епизод (Сезон 4, Епизод 7) Светлината се вижда, защото е показана от гледна точка на Джим.

### Духове
Когато човек умре, душата му се отделя от тялото и се превръща в дух. Те често не помнят кои са, как са умрели и какви недовършени дела имат. Има два вида духове – Светли духове и Изгубени души.

#### Приковани духове
Ако човекът има недовършени дела, той остава на Земята („earthbound“) и евентуално Мелинда му помага да довърши своите дела и да предаде последната си дума и воля на близките си. След това духът преминава в Светлината.

##### Изгубени души
Изгубените души са духове, които, било то по собствено желание или насилствено, не преминават в Светлината и остават на Земята. Повечето от тях вярват, че в Светлината не ги чака нищо добро и че, щом Мелинда не е там, няма право да твърди, че там ги чака само покой. Някои от тях се превръщат в Сенки.

#### Светли духове
Това са духовете на хора, които вече са преминали в Светлината. Те са представени в 5 сезон, с обещанието, че ще бъде развита историята им. Едни от тях са Блестящите.

##### Блестящи
Те са духове на вече преминали в Светлината малки деца. Врагове са на Сенките и ако се съберат заедно, са по-силни от тях. Така те ги унищожават във финала на сериала.

##### Сенки
Сенките са представени във втори сезон, когато се появява Гейбриъл, техен съмишленик и помощник. Те представляват „счупени хора“ и „част от душите на духовете, изгубена при преминаването им в Светлината“, както казва Ейдън. Не позволяват на духовете да преминат в светлината, вярвайки, че там няма нищо добро. Първоначално вземат Гейбриъл, за да им помага да разубеждават духовете. Когато той се проваля да убие Мелинда чрез духовете от самолетната катастрофа, те започват да действат сами в пети сезон и целят да унищожат Мелинда, Ейдън и Книгата на Промените. Успяват да убедят Мелинда и Ейдън да не виждат духове (обладявайки Карл), но Ейдън спасява Мелинда и ги унищожава.

## Актьорски състав
| Актьор/Актриса    | Герой                 | Описание на героя |
| ----------------- | --------------------- | --- |
| Дженифър Лав Хюит | Мелинда Айрин Гордън  | Тя е главната героиня. Още от малка знае, че вижда духове. Дарбата ѝ се е предвала в семейството от поколение на поколение. През 2005 г. се жени за Джим Кланси и се мести в градчето Грандвю. Има доведен брат, Гейбриъл Лоурънс, от не-биологичния си баща – Том Гордън. Има една неуспешна бременност. На 25 септември 2009 г. ражда момче от Джим – Ейдън Лукас. В българския дублаж на първи сезон се озвучава от Мина Костова, от втори дотогава от Лина Златева, а във втори на AXN също от Костова. |
| Дейвид Конрад     | Джим Кланси/Сам Лукас | Той е съпруг на Мелинда. Жени се за нея през 2005 г. Той е най-голямата ѝ опора в живота и винаги ѝ помага. Има едно неродено дете и едно момче – Ейдън Лукас. Умира на 7 ноември 2008 г. Вселява се в тялото на Сам Лукас и оттогава живее в него. В българския дублаж се озвучава от Христо Чешмеджиев, а във втори на AXN от Георги Стоянов. |
| Конър Гибс        | Ейдън Лукас           | Той е синът на Мелинда и Джим. Ражда се на 25 септември 2009 г., може да вижда Сенките и Блестящите. Също така може да чувства емоциите на другите хора и духове. |
| Камрин Манхайм    | Делия Банкс           | Тя е най-добрата приятелка на Мелинда. Появява се във втори сезон, след смъртта на Андреа. Не вярва в духове, но подкрепя Мелинда и ѝ помага, когато има възможност. Съпругът ѝ – Чарли, умира през 2004 г. Имат едно дете – Нед. |
| Джейми Кенеди     | Илай Джеймс           | Приятел на Мелинда, след като умира и се връща в тялото си по време на пожар, се събужда с дарбата да чува духове. |
| Кристоф Сандърс   | Нед Банкс             | Той е синът на Делия и Чарли Банкс. Помага на Мелинда в различни случаи и иска да се занимава с окулт и отвъдното. |
| Аиша Тайлър       | Андреа Марино         | Най-добра приятелка на Мелинда. Знае за дарбата ѝ още преди да започне сериала. Приема я и се опитва да ѝ помага. Има брат – Мич, с който не са в добри отношение, защото, когато баща им е починал, Андреа се е държала студено с него. Умира на 11 май 2007 г., когато самолет пада върху колата ѝ. В българския дублаж на първи сезон се озвучава от Лина Златева, във втори от Биляна Петринска, а във втори на AXN от Таня Михайлова.                                                                  |
| Джей Мор          | Професор Рик Пейн     | Близък приятел на Мелинда, професор по свръхестествени явления. Появява се във втори сезон и започва да ѝ помага при различни случаи. Вдовец, жена му Кейт умира при инцидент. През 2008 г. заминава за Хималаите на изследване. |
| Игнасио Серичио   | Гейбриъл Лоурънс      | Доведен брат на Мелинда, син на Том Гордън и жена от Окланд. Няма кръвна връзка с Мелинда. Работи за Сенките и се опитва да убие Мелинда, изпълнявайки целта на Сенките. Последно се появява в трети сезон и оттогава насам местонахождението му е неизвестно. |
| Джон Уалкът       | Романо                | Появява се още в началото на сериала, но по-късно същността му бива разкрита. Той организира масово самоубийство през 1936 г. и е събирач на души (както Гейбриъл), уверява духовете, че в Светлината ще получат единствено наказание за греховете си и мъчения. Когато Мелинда прекосява и последния негов дух (Андреа), той изчезва. В българския дублаж на първи сезон се озвучава от Николай Николов, във втори от Димитър Иванчев, а във втори на AXN от Георги Тодоров.                               |
| Джуун Скюуб       | Мери Ан Патерсън      | Бабата на Мелинда, помагала ѝ е като малка да се справя с духовете. Посещава я в сънищата ѝ и помага в тежки моменти. |

## Формат
Повечето епизоди на „Шепот от отвъдното“ се движат по един шаблон. Той бива нарушаван при специални епизоди.

### Начало на епизода
Първоначално духът показва видения на Мелинда, за да ѝ подскаже какво се е случило с него, въпреки че повечето не помнят точно как са умрели и кои са.

### Интро
Пчелата символизира душата на човек. Смята се, че ако има пчела около починалия, той ще премине в Рая (Светлината).
Първоначално виждаме Мелинда на поляна с дупки, вместо гробове. Това символизира, че духовете идват при Мелинда по необичайни начини.
След това Мелинда как, като от хартия, се разкъсва на две. Това е символ как Мелинда се движи между два свята – на живите и на мъртвите. Пред нея има лилии, една пчела каца на една от тях. Това символизира препядствията на духа, докато стигне до помощта на Мелинда.
Следващият кадър е на духове – жена в рокля и мъж костюм. Те нямат лица, само техните дрехи са видими, също така нямат и сянка. Предполага се, че те са духове прикачени към предмети, които са попаднали в антикварния магазин на Мелинда. Падащото перо символизира недовършени дела.
След това виждаме къща в поляна. Тя символизира хармонията и личното пространство на Мелинда и Джим. Светлината в прозореца е като морски фар за духовете, които идват при Мелинда. Във фона виждаме жена, държаща яйце, което символизира началото на недовършените дела на човек. Когато жената се превръща в дух, яйцето се разпуква и от него излита птица. Това символизира довършеното дело на жената, която вече е готова да премине.
После виждаме Мелинда и малко момче в облаци и през дъжд. Облак покрива лицето на момчето-дух, това значи, че то е объркано. Облакът и момчето изчезват, докато около Мелинда се появява светлина. Това символизира как Мелинда помага на духа и му изяснява нещата, за да може той да премине.
След това мъжът, държащ снимка на вече починалата си майка, се оказва дух. Бързо преминаващите живи хора на фона символизират забързаността на днешния свят, а междувременно духът се движи бавно, защото е объркан. Духът пуска картината и я оставя да падне надолу, докато той преминава в Светлината.
Картината пада надолу към тъмнина. Виждаме осветена стълба и след нея виждаме куфар. Той символизира по-доброто положение, към което минава Мелинда след приключението си след всеки епизод. Куфарът се отваря и от него излетява пчела. Тя каца на жена, облечена с пчели. Това символизира дарбата на Мелинда, даряваща надежда, любов и близост. Друга пчела отлита от облеклото на жената и каца върху надписа „GHOST WHISPERER“ (букв. превод: Тази, която шепне с духове), след това Мелинда се появява, разкривайки, че тя е говорещата с духове.

### Разследване
Мелинда започва да разследва духа по това, което знае за него. Търси негови близки за информация около смъртта му, за да разбере какви недовършени дела има духът. Често близките на починалия отхвърлят дарбата ѝ, мислейки я за шарлатанка. През това време духът ѝ показва още и още, докато той самият не си спомни защо е останал на Земята. Ако има нужда, той казва на Мелинда да предаде нещо на близките му, което ще потвърди истинността на думите ѝ. Мелинда помага на духа да каже последно сбогом и да внесе щастие и покой. След това духът преминава в Светлината. Случва се и той да не премине, въпреки помощта на Мелинда – по собствено желание или просто за да наглежда някого (пример: родителите на Илай).

### Край
Повечето случаи завършват щастливо и с успех. Тогава виждаме съчувствието на Мелинда към всеки дух, на когото е помогнала и как тя самата има собствени битови проблеми и дела за довършване.
В някои случаи на края на епизода се появява нов дух, понякога с лоши намерения, понякога с важна история за следващите епизоди.

### Финал на сезон
Във финалите на всеки сезон Мелинда се изправя пред нещо, което има нужда от много по-голяма помощ, отколкото тя самата може да даде. Често завършва злополучно и остава недовършено, въпреки че в следващите сезони се разрешава.

#### Първи сезон
Самолетът пада и над 300 пътници загиват. Мелинда и Романо се борят за душите им, като всеки взема част от духовете. Мелинда успява да прекоси над 100 души, но Романо взема няколко духа, включително и най-добрата приятелка на Мелинда, Андреа. По-късно Мелинда помага на Андреа да мине към светлината.

#### Втори сезон
Мащабният план на Сенките и Гейбриъл най-после се осъществява и Мелинда умира. Но оцелелите деца от четирите поредни инцидента я спасяват и тя оцелява.

#### Трети сезон
Мелинда разбира, че Том Гордън не е нейният биологичен баща. Той е убил Пол Ийстман – бащата на Мелинда, и Пол помага на Мелинда да се отърве от баща си, който иска да я присъедини към Сенките и Тъмната страна. В последните секунди се дава подсказка от Наблюдателите, че Джим ще умре.

#### Четвърти сезон
След като Джим си е върнал паметта и Мелинда е бременна, те заедно подготвят повторна сватба. Същевременно Илай открива Книгата на Промените, в която е написано, че Мелинда ще умре в деня, в който ще роди сина си. В края на епизода Джим и Мелинда се женят на мястото, където за пръв път са се срещнали, а около тях се появяват Блестящите.

#### Пети сезон
Сенките обладяват Мелинда и едва не я убиват, за да я спрат да помага. Ейдън събира всички Блестящи и унищожава Сенките и Тъмната страна, спасявайки майка си.

## Продукция
„Шепот от отвъдното“ е планиран приблизително 2 години преди премиерата си. Той е съвместна продукция на ABC Studios и CBS. Базиран е на истории на Джеймс Ван Прааг и Мери Ан Уинковски. Първата чернова на първи епизод е написана на 16 декември 2003 година. Сценарият е предложен на CBS и те са поръчали заснемането на цял сезон, при положение че създателят на сериала, Джон Грей, намери актриса за главната роля. Когато снимките на първи епизод започват, всички актьори, освен Джим, са на лице. Сцените с Джим са заснети по-късно, като първата сцена на Дженифър Лав Хюит (Мелинда) и Дейвид Конрат (Джим) е сватбата им. Още с първата си сцена Дженифър Лав Хюит впечатлява целия екип и след заснемането всички ръкопляскат. Когато пилотният епизод е показан на Нина Таслър (началник в CBS) и екипът ѝ, за пръв път бива постигната такова емоционално въздействие върху тях и веднага поръчват първите 13 епизода от сериала. След успешния си дебют на 23 септември 2005 г., CBS правят договор със създателите и продуцентите за още 2 сезона. Сериалът е заснет на сцени в Universal Studios, като за част от декора са използвани декори от други филми. Екипът на сериала твърди, че са посещавани от истински духове, докато снимат. След като „Шепот от отвъдното“ разбива мита за проклятието на петък вечер (в САЩ в петък вечер рейтингите на всички предавания падат) той продължава и за втори сезон. Трети сезон прави своята премиера, но рейтингите падат и това съвпада със стачката на сценаристите, която оставя сериала 3 месеца без нови епизоди и в опасност от спиране. Но CBS поръчват още 6 епизода и така сезонът остава най-краткият от всички, със своите 18 епизода.
CBS поръчват и 4-ти сезон. В деня, когато снимките трябва да започнат, 1 юни 2008 г., в 05:00 сутринта става огромен пожар на сцените в Universal Studios, който изгаря всичкия екстериор на сериала. Пострадали няма, интериорът на къщите и магазинът на Мелинда е запазен. Щетите бързо се възстановяват, а заснемането на четвърти сезон започва с първия епизод – „Firestarter“(в превод от англ. – Подпалвачката). Когато четвърти сезон дебютира, рейтингите се вдигат драстично и сериалът се популяризира още повече. CBS добавят още 1 епизод към планираните 22 поради успеха на сезона. В резултат на това биват издадени книги (включително „Шепот от отвъдното: Ръководство за духове“) и е обявена игра по сериала. В интервю с Е! продуцентът П. К. Саймъндс обявява, че „Шепот от отвъдното“ ще продължи с 5-и сезон от 25 септември, 2009 година. Сезонът е предвиден с 24 епизода след успеха на предишния. През сезона рейтингите падат драстично, което предизвиква намаляването на епизодите от 24 на 22 още в ранен стадий на развитие и спирането на сериала на 18 май 2010 г.

## Рейтинги
„Шепот от отвъдното“ дебютира с 11,25 милиона зрители, разбивайки митовете за проклятието на петък вечер.
Рейтингите през първи сезон варират между 10 и 13 милиона, отбелязвайки най-високия рейтинг в историята на сериала – 7 епизод с 12,78 милион зрители. Първи сезон събира средно 10,2 милион зрители на епзиод.
През втория сезон рейтингите леко падат, но сериалът все още запазва своята популярност. Финалът на втори сезон става най-ниският рейтинг на сериала по времето, когато е излъчен.
Трети сезон дебютира с дори по-ниски рейтинги, които варират по време на излъчването. Към края на сезона те се подобряват.
С премиерата на четвърти сезон сериалът започва да вдига рейтингите си до нивото на първи или втори сезон, заради сюжета. След като основният сюжетен проблем на сезона (смъртта на Джим) се разреши, рейтингите започнаха да падат, въпреки обещания вълнуващ сюжет в 5-и сезон. Четвърти сезон свършва с най-високия среден рейтинг от всички сезони – 10,62 милиона зрители.
В пети сезон рейтингите падат драстично до небивали дотогава ниски рекорди. Епизод след епизод, рейтингите падат, докато след цял месец пауза без нови епизоди, на 5 март 2010 г. е излъчен стотният епизод, получавайки най-ниския рейтинг дотогава – 7,36 милиона зрители. Следващият получава 7,22 милиона. След това рейтингите леко се завишават, но изненадващо и без причина 18-и епизод получава най-ниския рейтинг в историята на „Шепот от отвъдното“ – 5,96 милиона зрители, почти половината от най-високия рейтинг, 2,8 милиона зрители по-малко от премиерата на сезона и 1,82 милиона по-ниско от средния рейтинг на сезона. След това рейтингите се вдигат, но не превишават 7 милиона зрители. 4 дни след излъчването на 21-ви епизод и 3 дни преди 22-ри, CBS обявява, че спира сериала заради ниски рейтинги. В следващите три дни започват петиции и недоволни писма на фенове, което вдига рейтинга на последния епизод на сериала. Последният сезон получава най-ниския среден рейтинг – 7,78 милиона зрители. Като се добавят DVR зрителите, среден рейтинг на сезона – 9,42 милиона зрители и 2.3/8 шеър (18 – 49).

## Излъчване по други канали
През 2008 г., „Шепот от отвъдното“ е купен от няколко американски телевизии (WE, ION и SyFy) за 170 милиона долара за всеки канал. Още от премиерата на сериала той бива купен в редица държави, включително и България.

## Спиране на сериала
След драстичния спад на рейтингите между четвърти и пети сезон, на 18 май 2010 г. CBS изненадващо решава да спре сериала. Изборът е между „Шепот от отвъдното“ и „Медиум“, които се излъчват един след друг. Рейтингите на „Медиум“ са по-ниски, но понеже CBS държи само 50% от сериала и на практика получава по-малко, отколкото „Медиум“ им носи, взимат решението да спрат „Шепот от отвъдното“. Сериалът е съвместна продукция на CBS и ABC Studios и продуцентите преговарят с ABC да откупят правата и да го подновят за шести сезон. Понеже спирането е изненадващо, Ей Би Си не предвиждат резервен час на излъчване за сериала през ТВ сезон 2010 – 11 и отказват да подновят „Шепот от отвъдното“ за шести сезон, въпреки че имат закупени права върху целия сериал. Бива даден срок до 30 юни 2010 г. на продуцентите да намерят нова телевизия, която да ги излъчва, в противен случай декорите и сцените на сериала ще бъдат унищожени и заместени с нови. Продуцентите безуспешно търсят нов телевизионен канал и декорите биват деформирани, някои – унищожени. От спирането насам все още текат петиции за телевизионни филми или следващ сезон, но без успех.
От CBS пускат няколко реклами на сериала по погрешка. През месец август 2010 г. кратка реклама на Мелинда и Джим се появява множество пъти, но без никакво обяснение от страна на CBS. Също така в официалния сайт на „Шепот от отвъдното“ се появява надпис „Петък, 21:00“, който стои без никакво обяснение. Тв сезон 2010/11 започва без нови епизоди.
Дженифър Лав Хюит изпраща прощално видео на феновете на сериала, което е заснето през юни 2010 г., преди да бъдат унищожени снимачните площадки на сериала. Във видеото тя показва снимачните площадки на „Шепот от отвъдното“ такива, каквито само екипът на сериала ги е виждал, откривайки предмети, носещи спомени. В края на видеото Хюит се обръща директно към феновете с думите „Бяха невероятни 5 години. Не мога да ви се отблагодаря достатъчно, от дъното на душата си. За това че бяхте толкова мили, толкова любящи, че приехте Мелинда и лудостта ѝ, всичките ѝ духове, всичките ѝ кошмари, всичките ѝ недовършени дела... Любовта и подкрепата ви е всичко за екипа на „Шепот от отвъдното“. Много, много ще ни липсвате. Обещавам, че скоро ще се завърна с нещо по телевизията, нещо много забавно. Сега вървете и вземте DVD-тата ни, мислете си за нас, нека Ви липсваме и знайте колко много Вие ще ни липсвате. Много любов. Извинете...“, едва сдържайки сълзите си в края.
През февруари 2011 г. Хюит дава интервю и фен я пита дали ще има филм по „Шепот от отвъдното“, а тя отговаря „Ще им кажа, че феновете искат.“. По-късно същия месец тя също изказва мнение по спирането на сериала, казвайки „За сериал, в който се разказва за недовършени дела – не ни дадоха шанса да довършим нашите собствени...“

## Епизоди и сезони
| Сезон | Епизоди | Оригинално излъчване | Оригинално излъчване | Издаване на DVD      | Издаване на DVD     | Издаване на DVD | Издаване на DVD | Среден рейтинг (в милиони) | Среден рейтинг (в милиони) | Среден рейтинг (в милиони) |
| Сезон | Епизоди | Премиера             | Финал                | Регион 1             | Регион 2            | Регион 4        | Брой дискове    | Място в класацията         | Шеър (18 – 49)             | Брой зрители (в милиони)   |
| ----- | ------- | -------------------- | -------------------- | -------------------- | ------------------- | --------------- | --------------- | -------------------------- | -------------------------- | -------------------------- |
| 1     | 22      | 23 септември 2005 г. | 5 май 2006 г.        | 31 октомври 2006 г.  | 9 юли 2007 г.       | 23 май 2007 г.  | 6               | #47                        | 2.9/10                     | 10.20                      |
| 2     | 22      | 22 септември 2006 г. | 11 май 2007 г.       | 18 септември 2007 г. | 25 февруари 2008 г. | 2 април 2008 г. | 6               | #44                        | 3.0/10                     | 9.90                       |
| 3     | 18      | 28 септември 2007 г. | 16 май 2008 г.       | 2 септември 2008 г.  | 6 април 2009 г.     | 18 март 2009 г. | 5               | #64                        | 2.4/8                      | 8.67                       |
| 4     | 23      | 3 октомври 2008 г.   | 15 май 2009 г.       | 22 септември 2009 г. | 1 март 2010 г.      | 10 март 2010 г. | 6               | #34                        | 3.7/11                     | 10.62                      |
| 5     | 22      | 25 септември 2009 г. | 21 май 2010 г.       | 12 октомври 2010 г.  | 21 март 2011 г.     | 2 март 2011 г.  | 6               | #54                        | 1.9/6                      | 7.78                       |

- В България сериалът се гледа средно от около 360 000 души на епизод.[8]

## Други медии

### Интернет епизоди
След успеха на сериала, по време на втори сезон започват интернет епизоди с име „The Other Side“. Те нямат почти нищо общо със сюжета на сериала, но представят събития от страна на духове, които се водят според митологията на сериала. Въпреки това някои духове от интернет епизодите са се появявали в сериала. Всички сезони на The Other Side са включени в DVD-тата на сезоните.

### Реклама в интернет
Сайтът andshamethedevil.net е основният сюжет на епизод от трети сезон. Сайтът представлява загадка, която разгадавайки я, зрителят получава съобщението „Да се срещнем в подземния свят“. С малък шрифт, отдолу на страницата е написано „кървавата мери. кървавата мери. кървавата мери“. Сайтът penthius.info често се използва от Мелинда в сериала, за да открива информация за хора и случки. Той е активен, но чрез търсене прехвърля към Google.

### Видеоигра
След успеха на 4 сезон, CBS обяви, че ще направи игра по Шепот от Отвъдното – „Ghost Whisperer: Shadowlands“, която ще излезе през 2010 година. След спирането на сериала, пускането на играта бе отложено за 2011 г. Първите снимки от играта се появиха през ноември 2010 г. От CBS обявиха, че релийзът на играта е отложен за 2011 г. Същевременно името бе променено само на „Ghost Whisperer“.
Първата част (случай на Мелинда) от играта излезе на 19 април 2011 г.

#### Книги
| Име                                            | Автор          | Сюжет | Отговарящ сезон |
| ---------------------------------------------- | -------------- | --- | --------------- |
| Revenge („Отмъщение“) (30 септември, 2008)     | Дорана Дургин  | Дух запознава убиеца си с Мелинда, но може ли тя да го спре, преди да е твърде късно? | Сезон 2+        |
| Plague Room (Заразена стая) (25 ноември, 2008) | Стивън Пизикис | Мелинда има проблем с няколко призрака, когато се запознава с жена с нейната дарба – Уенди Кинг. По-късно тя разбира, че Уенди залага капани и изтезава духовете и ги праща в Светлината насила, без да им позволи и помогне да довършат делата си. Андреа присъства в книгата, което поставя събитията в книгата преди финалът на първи сезон. | Сезон 1         |
| Ghost Trap (Призрачен капан) (31 март, 2009)   | Дорана Дургин  | Звукът на красива и тъжна мелодия прозвучава в сънищата на Мелинда. Песента е на дух, който отказва всякаква помощ. Мелинда знае, че първоначално духовете не осъзнават какво става и затова решава, че с времето духът ще се осъзнае. Но няма време, децата в Грандвю започват да чуват мелодията и в техния си сън, докато сънят им ги затвори в капан, от който не могат да излязат. Започва се с едно дете, после още едно, и още и още... Докато се стига до това, Мелинда едва да не изгуби живота на тези деца и своя собствен, когато тя осъзнава, че само нейната помощ не би била достатъчна. | Сезон 2+        |

#### Комикси
| Име                                                     | Автор                 | Сюжет | Отговарящ сезон |
| ------------------------------------------------------- | --------------------- | --- | --------------- |
| The Haunted (Обитаваното от духове) (15 октомври, 2008) | Кари Смит и Бека Смит | Дух твърди, че е египетският бог Озирис. Той е в Грандвю, с намерението да създаде тъмнина, която ще спре Мелинда да помага на духове и която ще го направи вечен.                                                                     | Сезон 2         |
| The Muse (Музата) (29 юли, 2009)                        | Барбара Рендал Кесел  | Наричат я своя муза, но тази богиня на изкуството, освен, че ги вдъхновява, убива художниците. Може ли Мелинда да помогне на хора, които не искат да изоставят богинята си? А какво се крие зад красивото ѝ лице и дали тя е истинска? | Сезон 2         |

### Ръководство за духове
| Име                                      | Автор                   | Съдържание |
| ---------------------------------------- | ----------------------- | --- |
| Ръководство за духове (25 ноември, 2008) | Ким Моузес и Иън Сандър | Ръководство за комуникиране с духове в истинския свят, също и ръководство към сериала. Съдържа интервюта, снимки и описания на епизоди. |

### Издания на DVD
| Сезон | Данни | Екстри | Дати на пускане |
| ----- | --- | --- | --- |
| 1     | - 22 епизода - 6 диска - Видео: Широкоекранно 1.78:1 Aspect Ratio - Аудио: Dolby Digital 5.1 Surround - Без субтитри | - Аудио коментари - Зад сцените - Гафове - Изтрити сцени - Разходка из Грандвю - Митологията на Шепот от Отвъдното - Как да уплашим зрителя? | Регион 1 31 октомври 2006 Регион 2 9 юли 2007 (Европа) 23 април 2008 (Япония) Pegion 3 29 май 2007 (Хонгконг) 19 юни 2007 (Корея) Регион 4 23 май 2007 (Австралия) 22 октомври 2007 (Бразилия) |
| 2     | - 22 епизода - 6 диска - Видео: Широкоерканно 1.78:1 Aspect Ratio - Аудио: Dolby Digital 5.1 Surround - Със субтитри | - Аудио коментари - Зад сцените - The Other Side уеб-епизоди - Тарот карти - Музикален клип | Регион 1 18 септември 2007 Регион 2 25 февруари 2008 Регион 3 8 април 2008 (Хонгконг) 26 юли 2008 (Корея) Регион 4 2 април 2008 (Австралия) 12 септември 2008 (Бразилия)                       |
| 3     | - 18 епизода - 5 диска - Видео: Широкоерканно 1.78:1 Aspect Ratio - Аудио: Dolby Digital 5.1 Surround - Със субтитри | - Аудио коментари - Зад сцените - The Other Side II уеб-епизоди - Игри - Къща, обитавана от духове - Mash up - Дневникът на Мелинда - Добре дошли в Подземния свят - Как да направим духовете живи? - Създай своя собствена сцена - Анимационен епизод между втори и трети сезон - Развитието на Мелинда - Светът на Пейн | Регион 1 2 септември 2008 Регион 2 6 април 2009 Регион 3 3 март 2009 Регион 4 12 март 2009 (Австралия) 12 май 2009 (Бразилия)                                                                  |
| 4     | - 23 - 6 discs - Видео: Широкоерканно 1.78:1 Aspect Ratio - Аудио: Dolby Digital 5.1 Surround - Със субтитри         | - Аудио коментари - Зад сцените - The Other Side III уеб-епизоди | Регион 1 22 септември 2009 Регион 2 1 март 2010 Регион 3 N/A Регион 4 9 март 2010 (Австралия) 12 май 2010 (Бразилия) 10 март 2010 (Аржентина)                                                  |
| 5     | - 22 епизода - 6 диска - Видео: Широкоерканно 1.78:1 Aspect Ratio - Аудио: Dolby Digital 5.1 Surround - Със субтитри | - Аудио коментари - Зад сцените - Празнуване на 100 епизода - Три неща на гръб – Дженифър Лав Хюит като актриса, режисьор и продуцент - Сезон на промени - The Other Side IV уеб-епизоди - Призрачен град - Духовете на болница Рокланд Мемориъл                                                                          | Регион 1 12 октомври 2010 Регион 2 21 март 2011 Регион 3 N/A Регион 4 2 март 2011 (Австралия) TBA (Бразилия) TBA (Аржентина)                                                                   |

## Награди
| Година | Награда                      | Категория                                                            | Резултат  | За                                                                                                 |
| ------ | ---------------------------- | -------------------------------------------------------------------- | --------- | -------------------------------------------------------------------------------------------------- |
| 2006   | Сатурн                       | Най-добра актриса по телевизията                                     | Спечелена | Дженифър Лав Хюит                                                                                  |
| 2006   | Еми                          | Най-добър дизайн на лого                                             | Номинация | |
| 2006   | Kids' Choice Awards          | Любима телевизионна актриса                                          | Номинация | Дженифър Лав Хюит                                                                                  |
| 2006   | Teen Choice Awards           | Най-добър нов сериал                                                 | Номинация | |
| 2006   | Young Artist Awards          | Най-добро изпълнение в телевизионен сериал – Гостуващ млад актьор    | Спечелена | Джоузеф Кастанон                                                                                   |
| 2007   | Сатурн                       | Най-добра актриса в телевизионен сериал                              | Спечелена | Дженифър Лав Хюит                                                                                  |
| 2007   | Еми                          | Най-добра музикална композиция в телевизионен сериал                 | Номинация | Епизод 2.01: Love Never Dies                                                                       |
| 2007   | Teen Choice Awards           | Най-добра телевизионна актриса: Драма                                | Номинация | Дженифър Лав Хюит                                                                                  |
| 2008   | Сатурн                       | Най-добра телевизионна актриса                                       | Спечелена | Дженифър Лав Хюит                                                                                  |
| 2008   | TV Land Awards               | Любим герой от „The Other Side“                                      | Номинация | Дженифър Лав Хюит                                                                                  |
| 2008   | Young Artist Awards          | Най-добро изпълнение в телевизионен сериал – Гостуваща млада актриса | Номинация | Джена Бойд                                                                                         |
| 2009   | GLAAD Media Awards           | Най-добър самостоятелен епизод                                       | Номинация | Епизод 3.12: „Slam“.                                                                               |
| 2009   | Сатурн                       | Най-добра телевизионна актриса                                       | Номинация | Дженифър Лав Хюит                                                                                  |
| 2009   | Visual Effects Society Award | Най-добри специални ефекти в телевизионен сериал                     | Номинация | Епизод 4.03: „Ghost in the Machine“ – Армен Кеворкиян, Артур Дж. Кодрон, Мат Шарф, Стефан Бредерек |
| 2009   | Visual Effects Society Award | Най-добри модели или миниатюри в сериал или реклама                  | Номинация | Eпизод 4.04 „Save Our Souls“ – Корабът „Кларидон“, Ерик Хенс                                       |
| 2010   | Сатурн                       | Най-добър телевизионен сериал                                        | Номинация | |
| 2010   | Сатурн                       | Най-добра телевизионна актриса                                       | Номинация | Дженифър Лав Хюит                                                                                  |
| 2010   | Young Artist Awards          | Най-добро изпълнение в телевизионен сериал – Гостуваща млада актриса | Номинация | Мадисън Лесли                                                                                      |
| 2010   | Young Artist Awards          | Най-добър гостуващ актьор над 14 години                              | Номинация | Хънтър Гомез                                                                                       |

## Излъчване в други страни
| Държава             | Име                                                 | Превод                                   | Канал                                                         |
| Австралия           | Ghost Whisperer                                     | Призрачен шепот                          | Seven Network                                                 |
| Хърватия            | Šaptačica duhovima                                  | Шепнещата с призраци                     | HRT, Fox Life                                                 |
| Словения            | Šepetalka duhov                                     | Шепнещата с призраци                     | TV3                                                           |
| Аржентина           | Ghost Whisperer                                     | Призрачен шепот                          | Sony Entertainment Television                                 |
| Австрия             | Ghost Whisperer – Stimmen aus dem Jenseits          | Гласове от отвъдното                     | ORF 1                                                         |
| Белгия              | Ghost Whisperer                                     | Призрачен шепот                          | Punt, VTM                                                     |
| Белгия (френски)    | Ghost Whisperer: Melinda entre deux mondes          | Призрачен шепот: Мелинда между два свята | PlugTV                                                        |
| Белиз               | Ghost Whisperer                                     | Призрачен шепот                          | Great Belize Television, Tropical Vision Limited              |
| Босна и Херцеговина | Šaptačica duhovima                                  | Шепнещата с призраци                     | OBN                                                           |
| Бразилия            | Ghost Whisperer                                     | Призрачен шепот                          | Sony Entertainment Television                                 |
| България            | Шепот от отвъдното                                  | Шепот от отвъдното                       | bTV (сезони 1 – 3) Fox Life (сезони 1 – 5) AXN (сезони 1 – 2) |
| Канада              | Ghost Whisperer                                     | Призрачен шепот                          | CTV, CBC                                                      |
| Канада (френски)    | Melinda entre deux mondes                           | Мелинда между два свята                  | Ztélé                                                         |
| Чили                | Ghost Whisperer                                     | Призрачен шепот                          | Sony Entertainment Television                                 |
| Колумбия            | Ghost Whisperer                                     | Призрачен шепот                          | Sony Entertainment Television                                 |
| Кипър               | Το Κάλεσμα Των Πνευμάτων (To Kalesma ton Pnevmaton) | Зовът на призраците                      | RIK2, LTV2                                                    |
| Чехия               | Posel ztracených duší                               | Пратеник на изгубените души              | AXN                                                           |
| Дания               | Ghost Whisperer                                     | Призрачен шепот                          | Kanal 4                                                       |
| Еквадор             | Almas Suspendidas                                   | Заклещени души                           |                                                               |
| Фиджи               | Ghost Whisperer                                     | Призрачен шепот                          | Fiji One                                                      |
| Франция             | Ghost Whisperer                                     | Призрачен шепот                          | TF1                                                           |
| Финландия           | Aavekuiskaaja                                       | Призрачен шепот                          | Nelonen                                                       |
| Германия            | Ghost Whisperer – Stimmen aus dem Jenseits          | Призрачен шепот – Гласове от отвъдното   | Kabel 1                                                       |
| Гърция              | Φαντάσματα (Phantasmata)                            | Призраци                                 | ET1                                                           |
| Хонгконг            | Ghost Whisperer                                     | Призрачен шепот                          | ATV World                                                     |
| Унгария             | Szellemekkel suttogó                                | Призрачен шепот                          | AXN, TV2                                                      |
| Индия               | Ghost Whisperer                                     | Призрачен шепот                          | STAR World                                                    |
| Индонезия           | Ghost Whisperer                                     | Призрачен шепот                          | STAR World                                                    |
| Ирландия            | Ghost Whisperer                                     | Призрачен шепот                          | RTE One                                                       |
| Италия              | Ghost Whisperer – Presenze                          | Призрачен шепот – Присъствие             | Rai Due, Foxlife                                              |
| Израел              | הלוחשת לרוחות                                       | Призрачен шепот                          | Yes stars Action                                              |
| Кения               | Ghost Whisperer                                     | Призрачен шепот                          | MBC4                                                          |
| Латвия              | Ēnu Čuksti                                          | Шепот от сенките                         | LTV7                                                          |
| Ливан               | Ghost Whisperer                                     | Призрачен шепот                          | TV land                                                       |
| Литва               | Dvasių Užkalbėtoja                                  | Призрачен шепот                          | LNK                                                           |
| Северна Македония   | Шепот на духови                                     | Шепотът на духовете                      | Fox Life                                                      |
| Малайзия            | Ghost Whisperer                                     | Призрачен шепот                          | 8TV, STAR World                                               |
| Мексико             | Almas Perdidas                                      | Изгубени души                            | Azteca 7, Sony Entertainment Television                       |
| Холандия            | Ghost Whisperer                                     | Призрачен шепот                          | NET 5                                                         |
| Нова Зеландия       | Ghost Whisperer                                     | Призрачен шепот                          | TV2                                                           |
| Норвегия            | Ghost Whisperer                                     | Призрачен шепот                          | FEM                                                           |
| Пакистан            | Ghost Whisperer                                     | Призрачен шепот                          | Show Series, Star World                                       |
| Филипините          | Ghost Whisperer                                     | Призрачен шепот                          | Studio 23, STAR World                                         |
| Полша               | Zaklinacz Dusz                                      | Чародейка с духове                       | Fox Life                                                      |
| Португалия          | Em Contacto / Entre Vidas                           | В контакт / Между животи                 | Fox Life, SIC                                                 |
| Пуерто Рико         | Almas Suspendidas                                   | Заклещени души                           | WAPA-TV                                                       |
| Румъния             | Mesaje de dincolo                                   | Съобщения от отвъдното                   | PRO TV, AXN                                                   |
| Русия               | Говорящая с призраками                              | Говорещата с духове                      | Fox Life, TV-3                                                |
| Сърбия              | Saptacica Duhovima                                  | Шепнещата с призраци                     | Fox Life                                                      |
| Сингапур            | Ghost Whisperer                                     | Призрачен шепот                          | MediaCorp TV Channel 5                                        |
| Словакия            | Spriaznení duchovia                                 | Призрачен шепот                          | STV(сезон 1), TV JOJ(сезон 2 – 5)                             |
| Испания             | Entre Fantasmas                                     | Сред духове                              | Cuatro, Fox                                                   |
| Швеция              | Ghost Whisperer                                     | Призрачен шепот                          | TV400                                                         |
| Швейцаря            | Ghost Whisperer                                     | Призрачен шепот                          | TSR, TV4 AB                                                   |
| Тайланд             | เสียงกระซิบ มิติลี้ลับ                                     | Шепот от друго измерение                 | Sci Fi                                                        |
| Турция              | Ghost Whisperer                                     | Призрачен шепот                          | CNBC-e                                                        |
| Великобритания      | Ghost Whisperer                                     | Призрачен шепот                          | E4 (сезон 1), Living (Сезон 1 – 5), Virgin 1 (Сезон 2 – 5)    |
| САЩ                 | Ghost Whisperer                                     | Призрачен шепот                          | CBS, SyFy, ION, WE                                            |
| Венецуела           | Voces del más allá                                  | Гласове от отвъдното                     | Televen                                                       |
| Виетнам             | Lời thì thầm của những bóng ma                      | Призрачен шепот                          | VTV6                                                          |
| Саудитска Арабия    | Ghost Whisperer                                     | Призрачен шепот                          | MBC 4                                                         |
| Китай               | 鬼语者                                              | Да говориш с призраци                    |                                                               |
| Естония             | Kummituslausuja                                     | Призрачен Шепот                          | Fox Life                                                      |

## „Шепот от отвъдното“ в България
В България сериалът започва на 12 юни 2007 по bTV, от понеделник до четвъртък от 21:00. На 4 август 2008 г. започват повторенията на първи сезон, всеки делник от 00:10 и завършват на 31 август (неделя). На 13 януари 2009 г. започва втори сезон, всеки вторник и сряда от 20:00, като за последно е излъчен епизод на 25 февруари. Втората част епизоди започва на 26 април, всяка събота от 21:00. Повторенията на сезона започват на 25 януари, всяка неделя от 23:00. На 6 септември 2009 г. започва трети сезон, всяка неделя от 23:00 като е излъчен до четвърти епизод, продължава от пети на 21 октомври с разписание от вторник до събота от 00:00 и завършва на 7 ноември. На 16 май 2010 г. започват повторенията на трети сезон, всяка неделя от 01:00 като е излъчен до втори епизод и продължава от трети на 29 май с разписание всяка неделя от 23:00 до 01:00 по два епизода.
Повторенията на първи сезон започват по AXN на 1 януари 2008 г., всеки вторник от 23:00, и завършват на 27 май 2008 г., като са със субтитри на български. Премиерите на втори сезон започват на 10 юни 2008 г. по AXN, като се излъчват по два епизода един след друг, с разписание всеки вторник от 22:00 и 23:00, и повторение в сряда от 02:00 и 02:55. Финалът е на 19 август. На 22 октомври започват повторенията на втори сезон от 18:00 и 13:30, като този път са дублирани. Изключение прави първи епизод, който е и със субтитри и с дублаж, но по-късно е излъчван без субтитрите.
Повторения на първи сезон започват на 26 октомври 2010 г. по Fox Life с разписание от вторник до петък от 21:00. Първи сезон завършва на 1 декември. На 2 декември започва втори сезон и завършва на 7 януари 2011 г. На 11 януари започва трети сезон и приключва на 9 февруари. На 10 февруари започва премиерно четвърти сезон. От месец март разписанието е по един епизод, всеки петък от 21:00. От 22 април 2011 г. се излъчват по два епизода всеки петък. Петият и последен сезон започва на 20 май със същото разписание и завършва на 29 юли. В четвърти и пети сезон дублажът е на студио Доли.
Ролите се озвучават от артистите Мина Костова в първи сезон, Лина Златева, Ася Братанова от първи до трети епизод, Таня Михайлова от четвърти докрая на сезона, Биляна Петринска от втори сезон, Петя Миладинова от пети епизод на втори сезон, Николай Николов в първи сезон, Димитър Иванчев от втори сезон и Христо Чешмеджиев. Дублажът на втори сезон за AXN е на студио Александра Аудио. Ролите се озвучават от артистите Таня Михайлова, Мина Костова, Георги Тодоров и Георги Стоянов.